# Jeunes Filles en détresse
Jeunes Filles en détresse is een Franse dramafilm uit 1939 onder regie van Georg Wilhelm Pabst. Destijds werd de film in Nederland uitgebracht onder de titel De heilige wet.

## Verhaal
De ouders van Jacqueline hebben een drukke carrière. Daarom sturen ze hun dochter naar een kostschool. Ze maakt er nieuwe vriendinnen, die vrijwel allemaal kinderen zijn van gescheiden ouders. De meisjes besluiten een bond op te richten tegen echtscheidingen.

## Rolverdeling
| Acteur           | Personage              |
| ---------------- | ---------------------- |
| Marcelle Chantal | Marthe Presle          |
| Micheline Presle | Jacqueline Presle      |
| André Luguet     | Meester Jacques Presle |